# Kirisji
Kirisji (Russisch: Кириши) is een Russische stad in de oblast Leningrad. Het ligt aan de rechteroever van de Volchov, zo'n 115 kilometer ten zuidoosten van Sint-Petersburg. Het grenst aan de oblast Novgorod.
De eerste schriftelijke vermelding van Kirisji dateert uit 1693. De naam komt van het gelijknamige riviertje dat in de Volchov uitmondt. In 1943, tijdens de Tweede Wereldoorlog, werd de stad vrijwel geheel met de grond gelijk gemaakt. In 1960 werd niet alleen de stad herbouwd, maar werd ook de olieraffinaderij Kinef erbij gebouwd. Sinds 1993 is deze raffinaderij deel van het grote Soergoetneftegaz-concern.
In 1965 werd aan Kirisji de status van stad toegekend.

## Geboren
- Vladimir Jesjinov (1949-2024), roeier

Bestuurlijk centrum: Sint-Petersburg (geen onderdeel van de oblast)

Steden: Boksitogorsk · Gatsjina · Ivangorod · Kamennogorsk · Kingisepp · Kirisji · Kirovsk · Kommoenar · Ljoeban · Lodejnoje Pole · Loega · Nikolskoje · Novaja Ladoga · Otradnoje · Pikaljovo · Podporozje · Primorsk · Priozersk · Sertolovo · Sjasstroj · Sjlisselburg · Slantsy · Sosnovy Bor · Svetogorsk · Tichvin · Tosno · Volchov · Volosovo · Vsevolozjsk · Vyborg · Vysotsk

Stedelijke districten: Sosnovy Bor

Gemeentelijke districten: Boksitogorski · Gatsjinski · Kingiseppski · Kirisjski · Kirovski · Lodejnopolski · Loezjski · Lomonosovski · Podporozjski · Priozerski · Slantsevski · Tichvinski · Tosnenski · Volchovski · Volosovski · Vsevolozjski · Vyborgski